# Caleta Curamin
Caleta Curamin —o simplemente Curamin— es una localidad costera del sur de Chile que pertenece a la comuna de Hualaihué, en la provincia de Palena, Región de los Lagos. Se encuentra ubicada en el sur del seno de Reloncaví, frente a la isla Queullín. 
Se encuentra en la llamada «ruta costera» de la comuna, que une a distintos caseríos a orillas del seno de Reloncaví y del golfo de Ancud. En dirección a Contao le siguen Caleta Aulen (3 km), Quildaco Bajo (7 km) y La Poza (10 km); en dirección a Hornopirén continúan las localidades de Tentelhue (2 km), Rolecha (5 km), Caleta Quetén (9 km), Chauchil (14 km), Lleguimán (19 km) y Hualaihué Puerto (28 km).
Uno de los oficios más destacados es la construcción de botes y lanchas a través de astilleros artesanales.